# Michael Schoeffling
Michael Schoeffling (Wilkes-Barre, 10 dicembre 1960) è un attore ed ex modello statunitense, noto per aver recitato nei film Sixteen Candles - Un compleanno da ricordare e Sirene.

## Biografia
Diplomatosi presso la Cherokee High School nel New Jersey, in seguito studia alla Temple University di Philadelphia. Durante gli anni degli studi si è distinto come atleta praticando la lotta, arrivando a livelli agonisti importanti, infatti ha vinto medaglie in varie competizioni nazionali ed internazionali. Ha vinto la medaglia d'oro nella lotta libera, come membro del National Junior Wrestling Team nei campionati europei tenutisi a Monaco nel 1978.
A metà anni ottanta lavora come modello per la rivista GQ, e come modello per il fotografo Bruce Weber. In seguito studia recitazione presso il Lee Strasberg Theatre Institute a Manhattan. Debutta nel 1984 nel film In gara con la luna, film che vedeva nel cast Sean Penn e Nicolas Cage, ma conosce il successo grazie alla commedia romantica Sixteen Candles - Un compleanno da ricordare.
Nel 1985 recita in Crazy for You - Pazzo per te con Matthew Modine, mentre nel 1990 recita in Che mi dici di Willy?, Sirene e Tuffo nel buio, ultimo suo successo, infatti nel 1991 termina la sua carriera d'attore. Vive in Pennsylvania con la moglie, Valerie Robinson, e i loro due figli.

## Filmografia

### Cinema
- In gara con la luna (Racing with the Moon), regia di Richard Benjamin (1984) - non accreditato
- Sixteen Candles - Un compleanno da ricordare (Sixteen Candles), regia di John Hughes (1984)
- Crazy for You - Pazzo per te (Vision Quest), regia di Harold Becker (1985)
- Sylvester, regia di Tim Hunter (1985)
- Belizaire the Cajun, regia di Glen Pitre (1986)
- Eroi per un amico (Let's Get Harry), regia di Stuart Rosenberg (1986)
- Schiavi di New York (Slaves of New York), regia di James Ivory (1989)
- Che mi dici di Willy? (Longtime Companion), regia di Norman René (1990)
- Sirene (Mermaids), regia di Richard Benjamin (1990)
- Tuffo nel buio (Wild Hearts Can't Be Broken), regia di Steve Miner (1991)

### Televisione
- I viaggiatori delle tenebre (The Hitchhiker) - serie TV, 1 episodio (1986)